# Patricio Renán
Renán Patricio Sánchez Gajardo (Penco, 4 de enero de 1945-Santiago, 5 de marzo de 2022), más conocido como Patricio Renán, fue un cantante chileno famoso durante la época de La Nueva Ola por interpretar canciones como «Son recuerdos», «Por amor» y «Soy culpable».

## El concurso denominado La Voz Talento de la RCA VICTOR, se realizó en Radio Simón Bolivar de la ciudad de Concepcion.
Nació en la ciudad de Concepción, aunque su infancia y adolescencia la vivió en Penco. En 1965 arribó a Santiago para participar del concurso radial "La voz talento", el cual ganó, permitiéndole realizar una prueba de grabación. Años después fue amadrinado musicalmente por la cantante Cecilia Pantoja, quien lo presentó al sello EMI. Grabó su primer disco el 18 de agosto de 1966.
En 1968 ganó el premio RCA y tuvo su primera salida internacional viajando a Perú para participar en el Festival Trujillo, donde obtuvo el tercer lugar, y además fue elegido por la prensa como "el hombre más querido del festival". En 1969 ganó el concurso de la revista Ritmo, obteniendo así la posibilidad de asistir al Festival de San Remo. Tres años después ganó la gaviota de plata en el Festival de Viña del Mar, y el concurso al artista más popular del festival.
En televisión participó activamente en diversos programas en las décadas del 70, 80 y 90. En 2005 participó en el programa Rojo Vip. Es hijo ilustre de la ciudad de Penco. Sus restos fueron cremados y depositados en la tumba familiar del Cementerio Parroquial de la comuna de Penco el 23 de junio del 2022. Ese mismo día la familia entregó sus premios y galardones al Museo de la Historia de Penco y se bautizó un área verde del sector estación, como Plaza Patricio Renán.

## Discografía
- Patricio Renán: Sus éxitos (Compilación 1966-1970)
- Nuestras canciones (Compilación 1975-1985)
- Sinceramente... Patricio Renán (1984)
- Veinte años... de amor (1985)
- Siempre contigo (1988)
- A México con amor (1995)[5]
- Patricio Renán: Paz y amor (1995)
- Boleros al estilo mexicano (2000)
- Colección Inmortales EMI-ODEON: Patricio Renán (2004)
- Nostalgias VIP: Patricio Renán (2005)[4]